# Xian autonome va de Ximeng
Le xian autonome va de Ximeng (西盟佤族自治县 ; pinyin : Xīméng wǎzú Zìzhìxiàn) est un district administratif de la province du Yunnan en Chine. Il est placé sous la juridiction de la ville-préfecture de Pu'er.

## Démographie
La population du district était de 81 596 habitants en 1999.